# النصباء (يافع)

تعديل مصدري - تعديل

النصباء هي إحدى قرى عزلة لبعوس بمديرية يافع التابعة لمحافظة لحج، بلغ تعداد سكانها 240 نسمة حسب تعداد اليمن لعام 2004.